# M4 (Russland)
Die M4 Don (russisch М4 «Дон») ist eine Fernstraße in Russland. Sie führt vom Moskauer Autobahnring in südlicher Richtung aus der Hauptstadt heraus, über Woronesch und Rostow am Don bis zur Schwarzmeerküste zwischen Gelendschik und Tuapse und dann nordwestlich entlang der Küste bis Noworossijsk. Die M4 ist ein Teil der Europastraßen E40, E50, E97, E115, E119, E591 und E592 sowie ein Teil des Asian Highway AH8. Die M4 ist an einigen Stellen mautpflichtig und wird von Awtodor verwaltet.
In Vorbereitung auf die Olympischen Winterspiele 2014 in Sotschi wurde die Fernstraße zur autobahnähnlichen, mehrspurigen Schnellstraße ausgebaut.

## Geschichte
Im Zuge des Aufstandes der Gruppe Wagner am 23. Juni 2023 wurden auf der M4 Straßensperren errichtet.

## Galerie

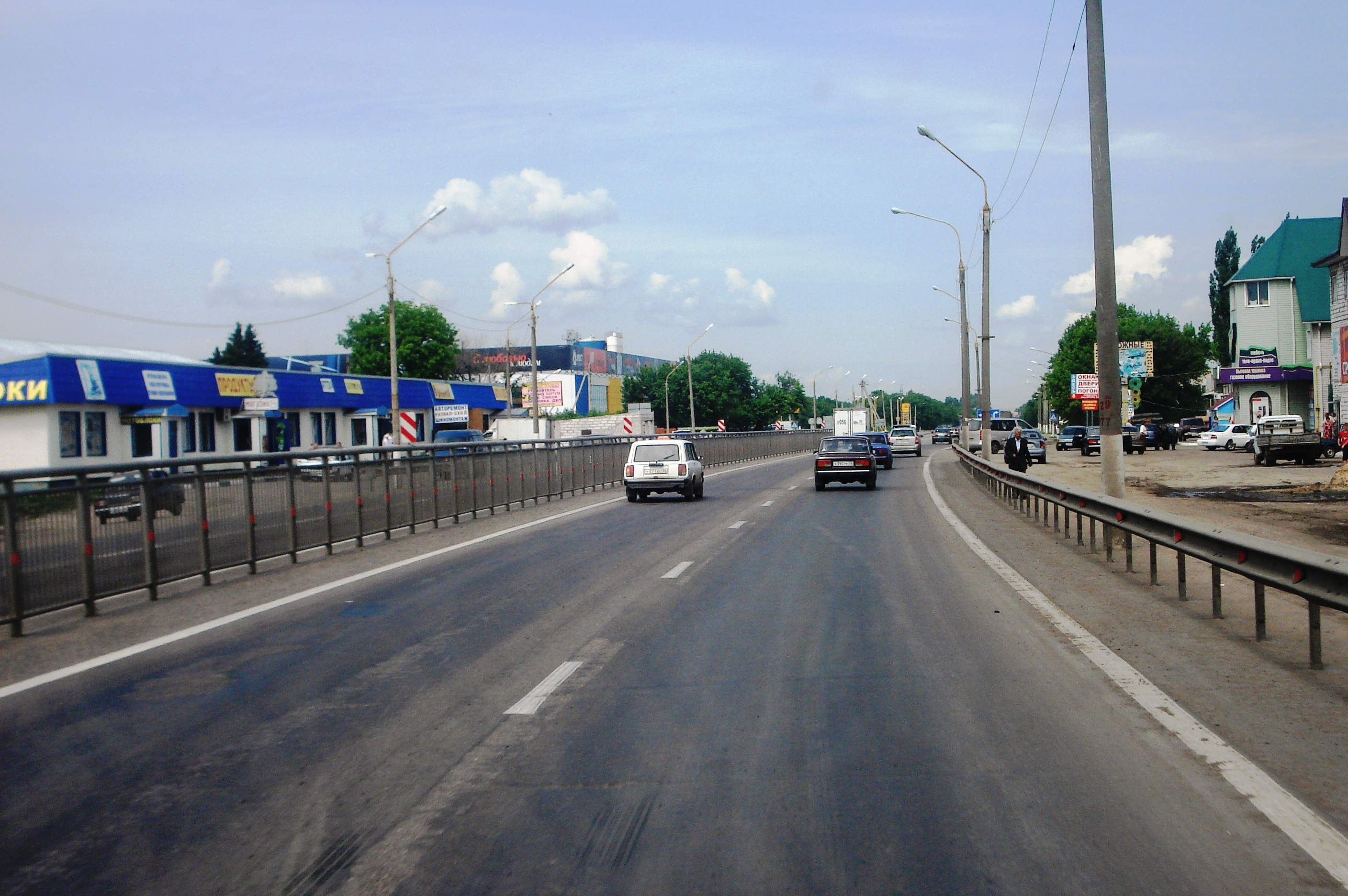
Die M4 in Nowaja Usman
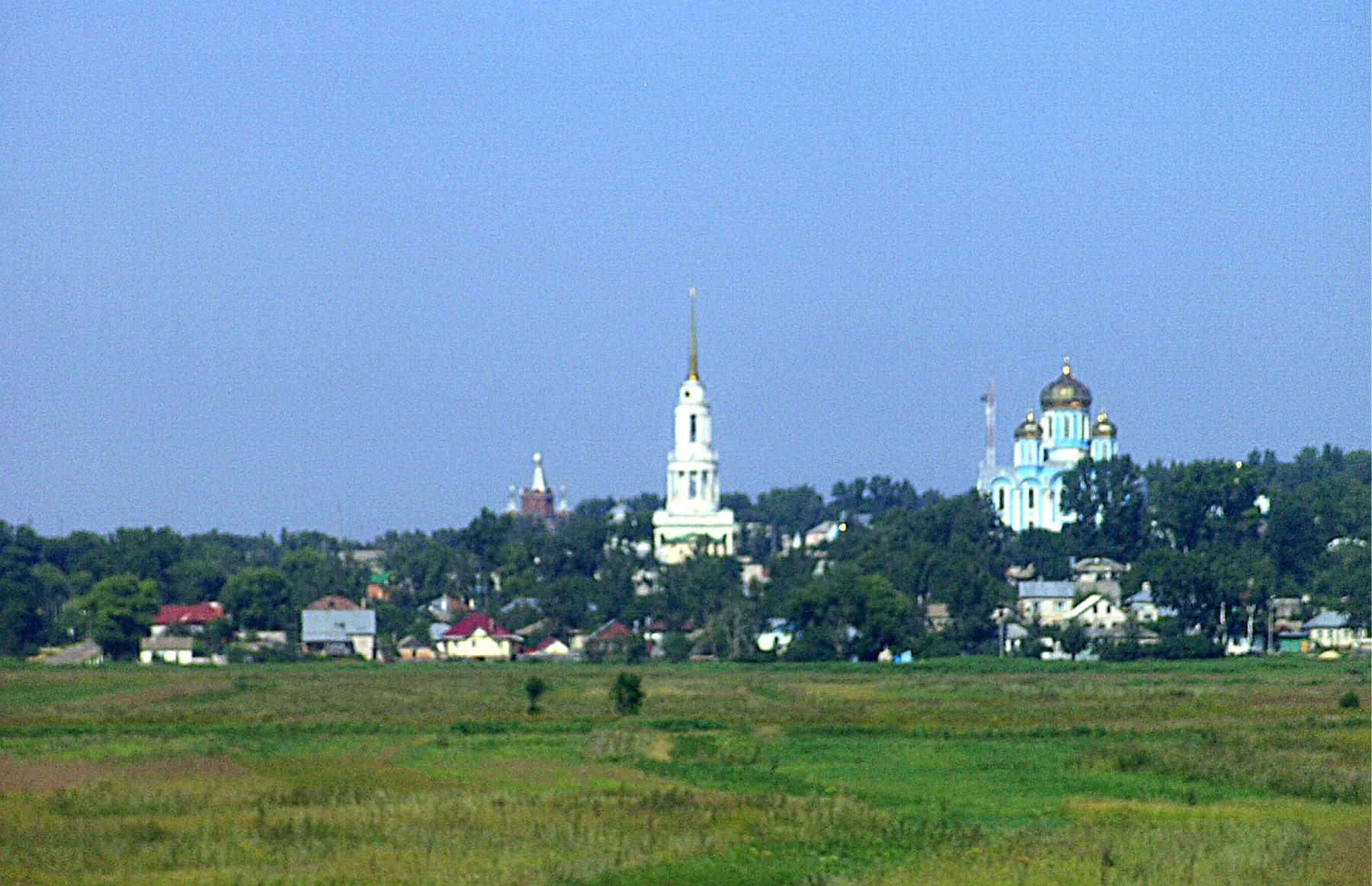
Die Stadt Sadonsk in der Oblast Lipezk von der M4 aus gesehen
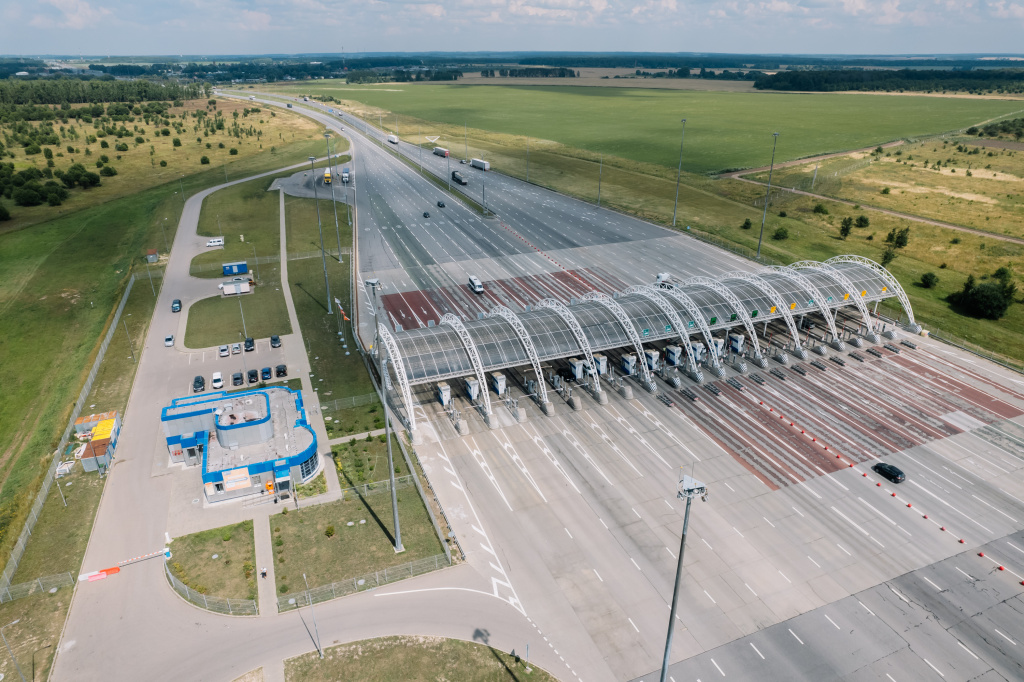
Maustelle an der Grenze zur Oblast Tula
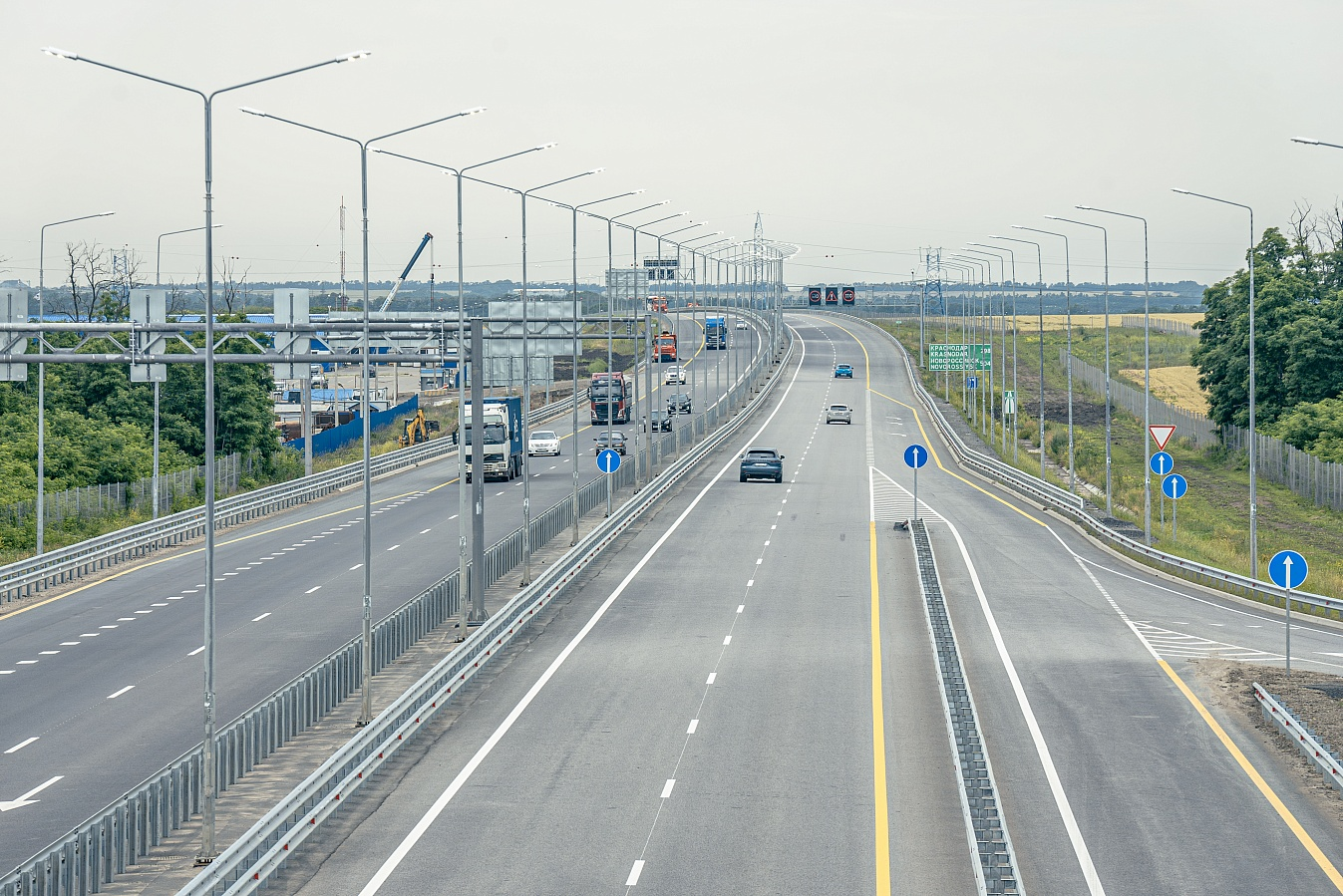
Die Autobahn M4 bei Nowotscherkassk (2023)